# 2559 Svoboda
2559 Svoboda este un asteroid din centura principală, descoperit pe 23 octombrie 1981 de Antonín Mrkos.